# Charles Martin (Boxer)
Charles Martin (* 24. April 1986 in St. Louis, Missouri, USA) ist ein US-amerikanischer Boxer. Er ist ehemaliger WBO-NABO-Champion und ehemaliger Weltmeister der IBF im Schwergewicht. 

## Amateurkarriere
Martin begann erst im Alter von 22 Jahren mit dem Boxen. Er bestritt als Amateur insgesamt 63 Kämpfe und gewann unter anderem im Jahre 2012 die Goldmedaille bei den National PAL Championships, wo er im Halbfinale Andrew Coleman und im Finale Stephan Shaw einstimmig nach Punkten bezwang und die Silbermedaille bei den Golden Gloves, wo er Joese Perez und Angelo Gutierrez jeweils vorzeitig und Elijah Thomas und Tyrell Wright jeweils nach Punkten besiegte und im Finale gegen Andrew Coleman nach Punkten unterlag.

## Profikarriere
Der 1,96 Meter große, mit enormer Schlagkraft ausgestattete Rechtsausleger debütierte am 27. Oktober 2012 mit einem klassischen K.-o.-Sieg in Runde 1 gegen seinen Landsmann Vashawn Tomlin in Charlotte, North Carolina. Es folgten fünf weitere klassische K.-o.-Siege.
Im Jahre 2013 bezwang Martin unter anderem die bis dahin noch ungeschlagenen Vincent Thompson (Bilanz 13-0-0) und Glendy Hernandez (Bilanz 10-0-0). Am 16. April des darauffolgenden Jahres schlug er den bis dahin ebenfalls noch ungeschlagenen Alexander Flores (Bilanz 14-0-0) in einem auf 10 Runden angesetzten Gefecht in der 4. Runde k.o. und sicherte sich dadurch den WBO-NABO-Titel.
Diesen Gürtel verteidigte Martin insgesamt viermal, und zwar gegen Kertson Manswell aus Trinidad und Tobago, der unter anderem schon mit Leuten wie Deontay Wilder und Bermane Stiverne im Ring stand (gegen beide allerdings chancenlos war), Raphael Zumbano Love, Tom Dallas und Vicente Sandez.

### IBF-Weltmeisterschaft
Der Brite Tyson Fury bezwang am 28. November 2015 Wladimir Klitschko und gewann dadurch die Weltmeisterschaftstitel der Verbände WBO, WBA und IBF. Am 8. Dezember des darauffolgenden Monats wurde ihm der IBF-Titel aberkannt. Die IBF hatte von Fury gefordert, gegen den Pflichtherausforderer, den Ukrainer Wjatscheslaw Hlaskow anzutreten; er zog jedoch einen Rückkampf gegen Klitschko vor. Da Martin in der IBF-Weltrangliste entsprechend platziert war, ordnete die IBF zwischen ihm und Hlaskow einen Kampf um den vakanten Weltmeistertitel an. Dieser fand am 16. Januar 2016 im Barclays Center im New Yorker Stadtteil Brooklyn statt. Nach zwei relativ ausgeglichenen Runden (19:19, 18:20, 20:18) zog sich Hlaskow in Runde drei einen Kreuzbandriss zu und ging zu Boden. Aufgrund dieser Verletzung blieb dem Ukrainer nichts anderes übrig, als aufzugeben; Martin wurde daraufhin zum Sieger durch technischen K. o. erklärt und erlangte somit den IBF-Weltmeistergürtel.
Am 9. April 2016 verlor Martin seine erste IBF-Titelverteidigung in London gegen den Briten Anthony Joshua durch K. o. in der zweiten Runde.

### Nichttitelkämpfe
Martin meldete sich 2017 mit zwei Nichttitelkämpfen zurück, er schlug Byron Polley durch T.K.o. in Runde 2 und Mike Marrone durch T.K.o. in Runde 1.
Gegen den Polen Adam Kownacki boxte er im September 2018 im Barclays Center. Den auf 10 Runden angesetzten Kampf verlor Martin einstimmig nach Punkten.